# 比嘉周作
比嘉 周作（ひが しゅうさく、1974年9月4日 - ）は、沖縄で活躍するタレント・ラジオパーソナリティである。

## 来歴・人物
沖縄県出身。沖縄県立那覇商業高等学校から沖縄大学へ進学するが、中退する。その後はローカルタレントとして、イベントのMCやラジオのパーソナリティなどの活動を行い、自らを「トークタレント」と称している。TwitCastingで時々、沖縄の夕日を中心に様々な沖縄の様子を配信している。
2000年より披露宴の司会も勤めており、新郎新婦のリクエストに応える進行を重視している。イベントの司会やDJ業では「観客いじり」や臨機応変な演出を得意とする。

## MC；司会業
- 2010年　青山テルマ、清水翔太、ヒルクライム、童子-T、BENIらのライブMCを担当。場所は沖縄県宜野湾コンベンションセンター。
- 2011年10月14日、15日「第五回世界のウチナーンチュ大会」閉会式；グランドフィナーレ総合司会。auセルラー球場。五年に一度ある沖縄県最大のイベントであり、2011年は31,000人動員し過去最高動員。
- 2011年その他のイベント司会　浦添市/てだこ祭りMC,西原町/西原平和音楽祭MC；朗読劇；西原祭り司会

## DJ
≪那覇OPA≫
- 2011年10月8・9・10日
- 2011年11月18・19・20日(最終日は毎年恒例のクリスマスツリーのイルミネーション点灯式)
- 2011年12月26・27・28・31日
- 2012年1月1日・2日

## 過去の担当番組
- リポーズアフターアワーズ（エフエム沖縄）
- SUZUKI前向きドライブ（エフエム沖縄）- （～2013年7月）

## CM
- エールクリエイト株式会社